# NGC 4141
NGC 4141 est une galaxie spirale barrée située dans la constellation de la Grande Ourse. NGC 4141 a été découverte par l'astronome germano-britannique William Herschel en 1789.

## Caractéristiques
La classe de luminosité de NGC 4141 est III-IV et elle présente une large raie HI. Elle renferme également des régions d'hydrogène ionisé.

### Distance
Sa vitesse par rapport au fond diffus cosmologique est de 2 051 ± 11 km/s, ce qui correspond à une distance de Hubble de 30,3 ± 2,1 Mpc (∼98,8 millions d'al).
À ce jour, deux mesures non basées sur le décalage vers le rouge (redshift) donnent une distance de 40,800 ± 4,667 Mpc (∼133 millions d'al), ce qui est à l'extérieur des valeurs de la distance de Hubble. Notons cependant que c'est avec la valeur moyenne des mesures indépendantes, lorsqu'elles existent, que la base de données NASA/IPAC calcule le diamètre d'une galaxie et qu'en conséquence le diamètre de NGC 4141 pourrait être d'environ 12,3 kpc (∼40 100 al) si on utilisait la distance de Hubble pour le calculer.

## Supernova
Deux supernovas ont été découvertes dans NGC 3169 : SN 2008X et SN 2009E.

### SN 2008X
Cette supernova a été découverte le 7 février 2008 par l'astronome amateur britannique Tom Boles. Cette supernova était de type IIP. 

### SN 2009E
La supernova SN 2009E a aussi été découverte par Tom Boles en date du 3 janvier 2009. Cette supernova était de type II. 